# Children of Bodom
Children of Bodom fue una banda finlandesa de death metal melódico formada en 1993 en Espoo bajo el nombre de Inearthed. Su clasificación dentro de un género concreto es objeto de controversia y debate entre la crítica y los admiradores. Podría considerarse parte de diversos géneros, como el power metal, speed metal y death metal melódico. Sin embargo, Alexi Laiho, vocalista y miembro fundador de la banda, rechazaba estas etiquetas y prefería que fuesen considerados, sencillamente, un grupo de metal.
Luego de la disolución de la banda a fines de 2019, Laiho y Daniel Freyberg formaron un nuevo grupo. Debido a una disputa legal con los exmiembros de la banda, Laiho no pudo ocupar el nombre Children of Bodom, por lo que decidió llamarlo Bodom After Midnight. Dicha banda funcionó hasta 2021, cuando Laiho falleció.

## Historia
La banda se formó en el año 1993 por el vocalista y guitarrista Alexi Laiho y el baterista Jaska Raatikainen bajo el nombre de Inearthed. Con Inearthed, todos los integrantes originales de Children of Bodom, excepto el teclista que entró a formar parte del grupo cuando cambió el nombre, editaron sus primeras demos antes de fichar por la discográfica Spinefarm Records. El actual nombre proviene de un célebre crimen, aún sin resolver, ocurrido en el Lago Bodom en Finlandia en los años 1960; en aquel lago un atacante desconocido asesinó a puñaladas a tres jóvenes en medio de la noche.

### 1997-2003: Lanzamiento debut de Something Wild, Hatebreeder, Follow the Reaper y Hate Crew Deathroll
En su día sorprendieron con su disco Something Wild (1997) por su virtuosismo. La banda se consolidó con sus dos siguientes trabajos, Hatebreeder y Follow the Reaper, los cuales les dieron a conocer en toda Europa. Siguieron con el álbum Hate Crew Deathroll, más duro y menos melódico que los anteriores. Poco después de lanzar Hate Crew Deathroll el guitarrista Alexander Kuoppala abandonó la formación siendo reemplazado por Roope Latvala.
Después de una larga gira por Europa y Estados Unidos, editaron un EP y un DVD, ambos bajo el título Trashed, Lost & Strungout, en el cual se incluyen dos temas nuevos y dos versiones, "Bed of Nails" de Alice Cooper y "She's Beautiful" de Andrew W.K. El DVD incluye varios temas en directo de la que sería la última actuación de la banda con Alexander en la segunda guitarra extraídos del festival finlandés Tuska 2003, los videoclips del nuevo tema "Trashed, Lost & Strungout" y de "Sixpounder" y media hora de metraje en el que la banda recorre Helsinki, mostrando el lago Bodom, el local en el que ensayan y el club Tavastia.

### 2005: Lanzamiento del quinto álbum Are You Dead Yet?
Después de otra minigira por los Estados Unidos el grupo volvió a sumergirse en el estudio para comenzar con la grabación de Are You Dead Yet?, el cual incluía varios elementos industriales y presenta una innovación en el estilo de la banda. El primer sencillo del álbum fue "In your Face". El sonido es potente y crudo, con un ligero toque de la nueva escuela y reduciendo la melodía de otras entregas de los jóvenes fineses. La sorpresa llega con el segundo tema del sencillo, "Oops!... I Did It Again", una versión de la cantante pop Britney Spears.

### 2006-2009: Lanzamiento del DVD Chaos Ridden Years - Stockholm Knockout Live, Blooddrunk y Skeletons in The Closet
El 10 de octubre de 2006 se lanzó un nuevo DVD, titulado Chaos Ridden Years - Stockholm Knockout Live, producción filmada el 5 de febrero en el Arenan de Estocolmo, Suecia. La nueva placa contiene más de 3 horas completas divididas en: el show completo en Suecia dirigido por Patric Ullaeus, videos, fotografías y un documental inédito sobre la historia de la banda.
En el 2008 lanzaron Blooddrunk, con su primer sencillo llamado "Tie My Rope". Con este nuevo disco la banda cambió un poco su estilo. Al año siguiente la banda sacó Skeletons in the closet, un álbum que contiene casi todos sus covers hasta aquella fecha. El corte de difusión de este álbum fue "Lookin' at my Backdoor", tema popularizado por Creedence Clearwater Revival. El video de la versión es una parodia del video original.

### 2011-2014: Relentless Reckless Forever, Holiday at Lake Bodom y Halo of Blood
La banda realizó una gira por Europa promocionando su nuevo y séptimo álbum de estudio, Relentless Reckless Forever, que vio la luz el 8 de marzo de 2011 y que tuvo como sencillos las canciones "Was It Worth It?" y "Ugly", que dio nombre a la gira.
Al año siguiente la banda lanzó a la venta su primer álbum recopilatorio, Holiday at Lake Bodom. El disco contiene los mejores éxitos de todos sus discos (desde sus inicios con Something Wild hasta el reciente Relentless Reckless Forever), con el objetivo de celebrar sus 15 años de carrera musical.
Posteriormente, tras casi dos años del lanzamiento de Relentless Reckless Forever, la banda anunció el lanzamiento de su octavo álbum, llamado Halo of Blood, el cual se lanzó el 11 de junio de 2013 bajo el sello discográfico de Nuclear Blast Records.

### 2015: Salida de Roope Latvala, integrante temporal y el I Worship Chaos
El pasado 29 de mayo Children Of Bodom comunicaba oficialmente por medio de su página oficial de Facebook, la salida de Roope Latvala, guitarrista que ha formado en la banda desde la salida de Alexander Kuoppala en 2003. Su comunicado decía lo siguiente: 

Queridos COB Hatecrew, tenemos algo que compartir con vosotros en este momento. Nuestro amigo, hermano y guitarrista desde hace 12 años, Roope, ya no está con la banda. La forma en que nos hemos separados hace que no haya mala sangre, no le deseamos más que lo mejor y le damos las gracias por permitirnos compartir con él los últimos 12 años de nuestras vidas. Queremos que sepan que esto no va a afectar a los próximos conciertos ni a las grabaciones del nuevo álbum que ya está mezclado, masterizado, heavy como la mierda y listo para salir!. Nos vemos pronto!

. 
Sorpresivamente, la noche del sábado 30 de mayo, en un concierto que el grupo ofrecía en el Nosturi de Helsinki, Finlandia, anunciaba la incorporación del guitarrista Antti Wirman, hermano del tecladista Janne Wirman quien sustituiría temporalmente a Roope Latvala para las presentaciones en vivo mientras el grupo se encontraba en búsqueda de un nuevo guitarrista.
Pocos días después, Children of Bodom anunciaba todos los detalles de su nuevo álbum de estudio, noveno en la carrera de la banda: I Worship Chaos, este mismo fue lanzado el 2 de octubre bajo el sello de Nuclear Blast Records, cuyo diseño de la portada estuvo en colaboración del artista finlandés Tuomas Korpi.

### Hexed (2017-2019)
En una entrevista con Noizr Zine, hecha el 14 de septiembre de 2017, el teclista Janne Wirman respondió la pregunta sobre los futuros planes sobre la dirección musical de la banda, en el que se avecinaba una nueva producción de un álbum con el "mismo equipo de producción" (Mikko Karmila y Mika Jussila)

### Salida de los miembros originales, el fin de la banda y muerte de Alexi Laiho(2019-2021)
El 1 de noviembre de 2019 Children Of Bodom anunciaron su último concierto con su formación original bajo ese nombre, y el 15 de diciembre del mismo año dan dicho show en el Ice Hall de Helsinki, el concierto fue denominado como "A Chapter Called Children Of Bodom" (Un capítulo llamado Children Of Bodom). Tanto Janne Wirman, Henkka Seppälä como Jaska Raatikainen dejaron la banda luego de dicho concierto. El anuncio fue el siguiente: "Tras 25 años con la banda, cientos de shows y 10 álbumes de estudio, Henkka, Jaska y Janne han decidido dar un paso al costado y cambiar la dirección de sus vidas. Alexi y Daniel dieron anuncios de sus planes sobre mantenerse creando música en el futuro".
Posteriormente se da la noticia de que el vocalista Alexi Laiho (único miembro fundador restante) perdió los derechos del nombre de la agrupación tras la ruptura con los anteriores miembros banda, de esta forma ya no podría crear música bajo el nombre de Children of Bodom, tomando así la decisión de cambiarle el nombre a la banda, tras eso mismo Alexi Laiho junto al guitarrista Daniel Freyberg pasan de llamarse Children Of Bodom a Bodom After Midnight, Graban un disco en forma de EP llamado Paint The Sky With Blood y Dan algunos conciertos, pero esto no duraría mucho, ya que el 29 de diciembre de 2020, Alexi Laiho muere, poniendo fin al proyecto y dejando trunca cualquier posibilidad de reunir a la anterior formación, pero como despedida el 23 de abril del 2021 publican el disco antes mencionado de forma póstuma, así disolviéndose para siempre.

## Miembros

### Miembros anteriores
- Alexander Kuoppala - Guitarra - (1993-2003)
- Roope Latvala - Guitarra - (2003-2015)
- Jani Pirisjoki - Teclados - (1993-1997)
- Samuli Miettinen - bajo - (1993-1995)
- Erna Siikavirta - Teclados (1998)
- Kimberly Goss - Teclados (septiembre de 1998)

## Discografía

### Álbumes de estudio
- Something Wild (1997)
- Hatebreeder (1999)
- Follow the Reaper (2000)
- Hate Crew Deathroll (2003)
- Are You Dead Yet? (2005)
- Blooddrunk (2008)
- Relentless Reckless Forever (2011)
- Halo of Blood (2013)
- I Worship Chaos (2015)
- Hexed (2019)
- Paint The Sky With Blood (2021)/Como Bodom After Midnight